# Josep Terrades i Torrents
Josep Terrades i Torrents (Vilanova i la Geltrú, 12 de juliol de 1810 - 1873) va ser ordenat prevere el 20 de setembre de 1834. Fou mestre de capella i organista de la basílica del Sant Esperit de Terrassa durant els anys 1844 i 1848.

## Biografia
A l'Arxiu Diocesà de Barcelona consta com organista de la parròquia de Sitges i beneficiat a Sant Joan de Jerusalem de Barcelona. Posteriorment, l'any 1844 passà a treballar a Terrassa fent-se càrrec de la capella de Sant Esperit i de l'escola de música, encara que es trobà amb limitacions per part de l'Ajuntament, del qual depenien les institucions musicals esmentades.
Les persones que treballaven a la capella de música gaudien d'un petit sou i d'algunes prerrogatives. Per tant, l'Ajuntament per tal de poder estalviar uns rals, començà una campanya d'austeritat musical fins al dia 4 de desembre de 1848, moment en què acordà dissoldre la capella de Sant Esperit. Terrades s'oposà a la campanya, i veient que no hi havia res a fer, presentà la seva dimissió.